# Сборная Западной Сахары по футболу
Сборная Западной Сахары по футболу — национальная футбольная сборная Западной Сахары, управляемая Футбольной ассоциацией Западной Сахары. Западная Сахара не состоит в ФИФА и КАФ. Сборная является членом NF-Board. Свой первый официальный матч провела в 1988 году с французским клубом Ле-Ман. В связи с конфликтом в Западной Сахаре, их домашний стадион в Эль-Аюне находится на оккупированной марокканцами территории. В этих условиях товарищеские матчи игрались только за рубежом или даже в лагерях сахарских беженцев.

## История

### Истоки (1984—2003)
Многие команды представляли Западную Сахару в неофициальных матчах против команд Алжирской лиги в 1986 году, до создания Футбольной ассоциации Западной Сахары. В 1986, 1987 и 1994гг были сыграны товарищеские матчи (на клубном уровне) против алжирских, испанских и итальянских команд из местных лиг. В 1988 году сборная Сахарской Республики играла с Ле-Маном во Франции, проиграв со счётом 3:2. 27 февраля 2001 года в ходе 25-й годовщины провозглашения САДР (Сахарская Арабская Демократическая Республика) матч был сыгран в лагерях сахарских беженцев в Тиндуфе (Алжир) между командой Сахарской Республики и сборной команды ветеранов Страны Басков. Матч, который наблюдали более 4 тысяч болельщиков, был остановлен во втором тайме при счёте 2-2.

### NF-Board (с 2003)
12 декабря 2003 года Футбольная ассоциация Западной Сахары стала первой федерацией, временно связанной с NF-Board. В 2007 году сборная Западной Сахары одержала свою первую победу, обыграв с минимальным счётом сборную Макао. 3 декабря 2011 года в Teo (Испания) сборная Галисии победила (2-1) Западную Сахару. 5 декабря 2009 года три представителя Западной Сахары участвовали в 6-й Генеральной Ассамблее NF-Board в Париже.

### Официальное признание
25 марта 2012 года Мохамед Мулуд Мохамед Фадель, министр по делам молодёжи и спорта, объявил об официальном создании сборной Западной Сахары, заявив, что «причиной отсутствия сборной на африканских футбольных соревнованиях является её непринадлежность к КАФ».
1. ↑  The FIFA/Coca-Cola World Ranking (англ.). FIFA (19 декабря 2024). Дата обращения: 19 декабря 2024.